# Liste der Kulturdenkmale in Karlsruhe-Südweststadt

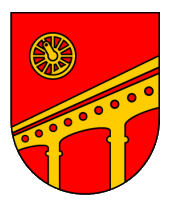
Wappen der Südweststadt

In der Liste der Kulturdenkmale in Karlsruhe-Südweststadt werden alle unbeweglichen Bau- und Kunstdenkmale in Südweststadt (Karlsruhe) aufgelistet, die in der städtischen „Datenbank der Kulturdenkmale“ geführt sind.
Diese Liste ist nicht rechtsverbindlich. Eine rechtsverbindliche Auskunft ist lediglich auf Anfrage bei der Unteren Denkmalschutzbehörde der Stadt Karlsruhe erhältlich. Außerdem ist die Liste auf Grund ihrer Größe in Straßen aufgeteilt.

## Albtalstraße
| Bild | Bezeichnung                 | Lage                                         | Datierung | Beschreibung | ID |
| ---- | --------------------------- | -------------------------------------------- | --------- | --- | -- |
|      | Sachgesamtheit Kolpingplatz | Albtalstraße 2, Karlstraße 115, 128 und 128a | 1930      | Bebauung Kolpingplatz, Wohn- und Geschäftshäuser, 1927-1935. Zugehörig die Häuser Albtalstr. 2, Gebhardstr. 1, 3, 5 / Kantstr. 8, 10, 12 / Karlstr. 101, 115, 128, 128a. (Sachgesamtheit) Geschützt nach § 2 DSchG |    |
|      | Wohn- und Geschäftshäuser   | Albtalstraße 2, Karlstraße 115, 128 und 128a | 1930      | Wohn- und Geschäftshäuser, von H. Bader, C. Scholl (Karlstr. 115 und Albtalstr. 2, Kolpinghaus), 1930 von Hermann Loesch (Karlstr. 128), 1934–35 (Karlstr. 128a) von Hermann Billing, Teil des städtebaulichen Entwurfs "Kolpingplatz" von Hermann Billing und der Sachgesamtheit Kolpingplatz. Geschützt nach § 2 DSchG |    |

## Am Stadtgarten
| Bild | Bezeichnung | Lage                 | Datierung | Beschreibung | ID |
| ---- | --- | -------------------- | --------- | --- | -- |
|      | Wohn- und Geschäftshaus für Jakob Richter. 1913 von Hohlwäger & Hillenbrand.                                              | Am Stadtgarten 3-5   | 1913      | Wohn- und Geschäftshaus für Jakob Richter. Von Hohlwäger & Hillenbrand. Geschützt nach § 2 DSchG                                                   |    |
|      | Wohn- und Geschäftshaus für Kaufmann Heinrich Vögele und J.A. Klingenfuß. 1913 von Hohlwäger & Hillenbrand; Hermann Zelt. | Am Stadtgarten 13-15 | 1913      | Wohn- und Geschäftshaus für Kaufmann Heinrich Vögele und J.A. Klingenfuß. 1913 von Hohlwäger & Hillenbrand; Hermann Zelt. Geschützt nach § 2 DSchG |    |

## August-Dürr-Straße
| Bild | Bezeichnung       | Lage                                                       | Datierung | Beschreibung | ID |
| ---- | ----------------- | ---------------------------------------------------------- | --------- | --- | -- |
|      | Mietwohnhausblock | August-Dürr-Str. 2, 4, 6, Gartenstr. 3, 3a, 5, Renckstr. 1 | 1926–28   | Wohnblock als Blockrandbebauung, sieben viergeschossige Mietwohnhäuser in ägyptisierendem Stil mit Ladengeschäft, nach Plänen von Hans Zippelius für Wohnungsbau für Industrie und Handel (seit 1928 Volkswohnung GmbH), errichtet nach den planerischen Vorgaben von Hermann Billing (Bebauungsplan Ettlinger Tor-Platz, 1924). Geschützt nach § 2 DSchG |    |

## Augustastraße
| Bild           | Bezeichnung             | Lage               | Datierung | Beschreibung | ID |
| -------------- | ----------------------- | ------------------ | --------- | --- | -- |
|                | Wohn- und Geschäftshaus | Augustastr. 8      | 1891      | Wohn- und Geschäftshaus, dreigeschossiger Klinkerbau mit Zierformen der Neorenaissance, Torfahrt, Mansarddach mit Schieferbelag, Stallgebäude auf der Hofseite, von Adolf Hirth für Friedrich Werntgen, Ladeneinbau von 1921 (1938 verändert). Geschützt nach § 2 DSchG |    |
|                | Mietswohnhäuser         | Augustastr. 10, 12 | 1898/99   | Mietswohnhäuser, zwei viergeschossige und traufständige Massivbauten mit Balkonen, verputzt und unverputzt, Werksteingliederungen, von Curjel & Moser für den Schreinermeister Karl Siegrist. Geschützt nach § 2 DSchG                                                  |    |
|                | Mietwohnhaus            | Augustastr. 18     | 1899      | Von Theodor Hess. Geschützt nach § 2 DSchG |    |
| Weitere Bilder | Mietwohnhaus.           | Augustastr. 20     | 1899      | Von Theodor Hess. Geschützt nach § 2 DSchG |    |

## Bahnhofplatz
| Bild           | Bezeichnung  | Lage                                          | Datierung | Beschreibung | ID |
| -------------- | ------------ | --------------------------------------------- | --------- | --- | -- |
| Weitere Bilder | Bahnhofplatz | Bahnhofplatz 1, 2, 4-6, 8, 14, Bahnhofstr. 54 | 1909-1913 | Bahnhofplatzbebauung Bahnhof (1909–1913 nach Plänen von August Stürzenacker) und Bebauung nach dem Wettbewerbsentwurf von Wilhelm Vittali (1911/1912) mit Schlosshotel, Reichshof, Stadtgarteneingang mit Kolonnade und Stadtgartenumfriedung. 1909-1915 von August Stürzenacker, Wilhelm Vittali. Eisenbahnbrücken Ettlinger Str., Flst. 19917/3, und Mittelbruchstr. (Sachgesamtheit) Geschützt nach § 2 DSchG |    |

## Bahnhofstraße
| Bild           | Bezeichnung                                        | Lage                                              | Datierung | Beschreibung | ID |
| -------------- | -------------------------------------------------- | ------------------------------------------------- | --------- | --- | -- |
| Weitere Bilder | Karl-Schnetzler-Denkmal                            | Bahnhofstraße                                     | 1913–19   | Denkmal für Karl Schnetzler, Architekturrahmen von Wilhelm Vittali, ursprüngliche Büste von Otto Feist 1943 eingeschmolzen, veränderte Neuanfertigung von Carl Egler 1952. Geschützt nach § 2 DSchG                                                         |    |
|                | Wohn- und Geschäftshaus.                           | Bahnhofstr. 1                                     | 1904      | Von Emil Brannath, Fassadenentwurf Hermann Billing. Geschützt nach § 2 DSchG |    |
|                | Doppelmietwohnhaus in Form einer Dreiflügelanlage. | Bahnhofstr. 6-8                                   | 1926      | Von Alker und Hermann Zelt. Geschützt nach § 2 DSchG |    |
|                | Mietwohnhaus                                       | Bahnhofstr. 10                                    | 1898      | Von Friedrich Benzinger. Geschützt nach § 2 DSchG |    |
|                | Mietwohnhaus                                       | Bahnhofstr. 12                                    | 1898      | Von Gustav Ziegler. Geschützt nach § 2 DSchG |    |
|                | Mietwohnhaus                                       | Bahnhofstr. 14                                    | 1898      | Von Hugo Slevogt. Geschützt nach § 2 DSchG |    |
|                | Doppelmietwohnhaus                                 | Bahnhofstr. 16, Vorholzstr. 2                     | 1897-1899 | Von Gustav Ziegler. Geschützt nach § 2 DSchG |    |
|                | Miethauswohnblock mit Läden                        | Bahnhofstr. 20-44, Gutschstr. 1, Schnetzlerstr. 2 | 1928-1931 | Mietwohnhausblock mit Läden und rückwärtiger Garagenzeile. Von Fritz Rössler, Hermann Loesch, Karl Vielhauer. Geschützt nach § 2 DSchG |    |
|                | Wohn- und Geschäftshaus                            | Bahnhofstr. 46                                    | 1913      | Von Hermann Vittali. Geschützt nach § 2 DSchG |    |
|                | Doppelmietshaus für Bahnbedienstete                | Bahnhofstraße 50, 52                              | 1923/24   | Doppelmietshaus für Bahnbedienstete, viergeschossige und traufständige Putzbauten in einheitlicher neuklassizistischer Gestaltung, Dachgauben und Dachhäuschen, nach Plänen des Architekten Christoph für die Deutsche Reichsbahn. Geschützt nach § 2 DSchG |    |

## Barbarossaplatz
| Bild           | Bezeichnung       | Lage                                                       | Datierung | Beschreibung | ID |
| -------------- | ----------------- | ---------------------------------------------------------- | --------- | --- | -- |
| Weitere Bilder | Platzrandbebauung | Barbarossaplatz 2-4, Hirschstr. 145, Gebhardstr. 24, 23-27 | 1936–37   | Platzrandbebauung, Mietwohnhausblocks mit Bildreliefs in den Treppenhauseingängen von Hermann Loesch. Geschützt nach § 2 DSchG |    |

## Beiertheimer Allee
| Bild           | Bezeichnung                                           | Lage                                                                             | Datierung | Beschreibung | ID |
| -------------- | ----------------------------------------------------- | -------------------------------------------------------------------------------- | --------- | --- | -- |
| Weitere Bilder | Georg-Ludwig-Winter-Denkmal                           | Beiertheimer Allee                                                               | 1845–55   | Denkmal für Ludwig Georg Winter. Figur von Franz Xaver Reich und Sockel von Friedrich Theodor Fischer. Geschützt nach § 2 DSchG |    |
| Weitere Bilder | Franz-Grashof-Denkmal                                 | Beiertheimer Allee                                                               | 1896      | Denkmal für Franz Grashof von Friedrich Moest. Geschützt nach § 2 DSchG |    |
| Weitere Bilder | Carl-Benz-Denkmal                                     | Beiertheimer Allee                                                               | 1934–1935 | Denkmal für Carl Benz, Büste von Ottmar Schrott-Vorst, München, Städt. Hochbauamt (Sockel). Geschützt nach § 2 DSchG |    |
| Weitere Bilder | Carl-von-Drais-Denkmal                                | Beiertheimer Allee                                                               | 1892–1893 | Carl-von-Drais-Denkmal. 1892–1893 von Theodor Haf, München. Geschützt nach § 2 DSchG |    |
|                | Denkmal für den Dichter Robert Haaß                   | Bei Beiertheimer Allee                                                           | 1908      | Denkmal für den Dichter Robert Haaß, Findlingsstein aus dem Schwarzwald, 1908 nach einem Entwurf des Karlsruher Künstlers Hermann Volz, Porträt auf einer ovalen Tafel mit Inschrift: „Dem vaterländischen / Dichter und Schwarzwaldsänger / Robert Haas / 1847–1905“, 1955 durch die Stadt Karlsruhe restauriert und in vereinfachter Form neu aufgestellt, das zerstörte Relief wurde durch August Meyerhuber ersetzt. Geschützt nach § 2 DSchG                           |    |
|                | Miethauswohnblock                                     | Beiertheimer Allee 1-9, Hermann-Billing-Str. 2-6                                 | 1928–1929 | Von Hermann Billing. Geschützt nach § 2 DSchG |    |
| Weitere Bilder | Verwaltungsgebäude der Badenwerk AG                   | Beiertheimer Allee 2                                                             | 1961–1965 | Verwaltungsgebäude der Badenwerk AG, heute Landratsamt. von T. Keller und Möckel & Schmidt. Geschützt nach § 2 DSchG |    |
|                | Wohnblock                                             | Beiertheimer Allee 8, 10, 12, 14, 14a, Ritterstr. 29, 31 (Flst. 8828-8833, 8835) | 1929–1930 | Wohnblock, viergeschossige verputzte Wohnhäuser in Blockrandbebauung, rustiziertes Sockelgeschoss, Rückseite unverputzt mit Balkonloggien, Gebäude an der Beiertheimer Allee mit umfriedeten Vorgärten, 1929–1930 nach einheitlicher Planung wohl durch Hermann Billing aus Karlsruhe nach dem ebenfalls von Billing erstellten städtischen Bebauungsplan Ettlinger Tor-Platz von 1924 Geschützt nach § 2 DSchG                                                             |    |
| Weitere Bilder | Verwaltungsgebäude des Katholischen Oberstiftungsrats | Beiertheimer Allee 16                                                            | 1902      | Verwaltungsgebäude des Katholischen Oberstiftungsrats, heute Polizeirevier Südweststadt. Von Johannes Schroth. Geschützt nach § 2 DSchG |    |
|                | Villa                                                 | Beiertheimer Allee 20                                                            | Um 1922   | Villa, zweigeschossiger Massivbau mit Walmdach in den Stilformen des Neuklassizismus, Balkonaltane, Terrasse, Einfriedung, sehr vollständige Ausstattung im Äußeren und im Inneren. Zum Schutzgut der Villa gehört der Garten, ohne Garage. Geschützt nach § 2 DSchG |    |
|                | Wohnhaus mit reicher Innenausstattung                 | Beiertheimer Allee 22                                                            | 1922      | Wohnhaus mit reicher Innenausstattung, Majolikabrunnen. Torhäuschen. Für Fabrikdirektor Julius Bürger von Pfeifer & Großmann. Geschützt nach § 2 DSchG |    |
|                | Doppelwohnhaus                                        | Beiertheimer Allee 23-25                                                         | 1930      | Von Hans Zippelius. Geschützt nach § 2 DSchG |    |
|                | Wohnhaus für Ernst Obkircher                          | Beiertheimer Allee 24                                                            | 1892      | Wohnhaus für Ernst Obkircher, mit reicher Innenausstattung, farbiges Oberlicht. Vorgarten, Einfriedung. Von Curjel & Moser. Geschützt nach § 2 DSchG |    |
|                | Mietwohnhaus mit Vorgarten und Einfriedung            | Beiertheimer Allee 26                                                            | 1889      | Von Friedrich Nessler. Geschützt nach § 2 DSchG |    |
|                | Wohnhaus                                              | Beiertheimer Allee 36                                                            | 1895      | Für Fabrikant Wilhelm Schlebach, von Friedrich Benzinger. Geschützt nach § 2 DSchG |    |
|                | Villa                                                 | Beiertheimer Allee 42                                                            | 1934      | Villa, zweigeschossiger verputzter Massivbau mit Walmdach, straßenseitiger Balkon mit Zierkonsolen und wappengeschmücktem Gitter, seitliche Erschließung, rückwärtige Terrasse mit Wintergarten und darunter liegender Garage, abgesenkter Hof, gut erhaltene bauzeitliche Ausstattung, Garten mit Einfriedungen und Stützmauern, 1934 von dem Architekten Richard Fuchs (1887–1947) aus Karlsruhe für den Bezirkskaminfegermeister Ernst Gießler. Geschützt nach § 2 DSchG |    |
|                | Wohnhaus für Bürgermeister Schneider                  | Beiertheimer Allee 46                                                            | 1921      | Wohnhaus für Bürgermeister Schneider, 1921 von Architekt Graf, 1928 Umbau durch Zippelius, mit Gartenloggia. Geschützt nach § 2 DSchG |    |
|                | Villa mit reicher Innenausstattung                    | Beiertheimer Allee 58                                                            | Um 1930   | Garteneinfriedung, Remise Geschützt nach § 2 DSchG |    |

## Boeckhstraße
| Bild | Bezeichnung                                    | Lage                                   | Datierung | Beschreibung | ID |
| ---- | ---------------------------------------------- | -------------------------------------- | --------- | --- | -- |
|      | Doppelmietwohnhaus                             | Boeckhstr. 1-3                         | 1905      | Geschützt nach § 2 DSchG |    |
|      | Mietwohnhaus für Blechnermeister Albert Müller | Boeckhstr. 6                           | 1901      | Für Blechnermeister Albert Müller, mit Werkstatt im Rückgebäude. von Peter & Scherer. Geschützt nach § 2 DSchG |    |
|      | Mietwohnhaus                                   | Boeckhstr. 8                           | 1902      | Von Curjel & Moser. Geschützt nach § 2 DSchG |    |
|      | Mietwohnhaus                                   | Boeckhstr. 9                           | 1903      | Von Theodor Bless. Geschützt nach § 2 DSchG |    |
|      | Mietwohnhaus                                   | Boeckhstr. 16a                         | 1906–08   | Von Gustav Zinser, 1910 übernommen und umgeplant von Heinrich Kurr für Mina Kurr. Geschützt nach § 2 DSchG |    |
|      | Zwei übereck komponierte Mietwohnhausgruppen   | Boeckhstr. 19-21, Klauprechtstr. 40-42 | 1902      | Zwei übereck komponierte Mietwohnhausgruppen des Mieter- und Bauvereins, von E. Bischoff. Geschützt nach § 2 DSchG |    |
|      | Mietwohnhaus                                   | Boeckhstr. 20                          | 1904      | Von Adam Zippelius. Geschützt nach § 2 DSchG |    |
|      | Wohnhaus                                       | Boeckhstr. 22                          |           | Wohnhaus, dreigeschossig mit Zwerchgiebel, unverputzter Ziegelbau über Sandsteinsockel, nach Entwürfen des Architekten Emil Deines für den Kaufmann Josef Fritz. Geschützt nach § 2 DSchG |    |
|      | Doppelmietwohnhaus mit Vorgarteneinfriedung    | Boeckhstr. 25-27                       | 1910      | Von Leopold Walther. Geschützt nach § 2 DSchG |    |
|      | Wohn- und Geschäftshaus in Ecklage             | Boeckhstr. 31                          | 1905      | Wohn- und Geschäftshaus in Ecklage, dreigeschossiger verputzter Massivbau, architektonische Zierelemente aus gelbem Sandstein, Ladenlokal, Relieftafel mit Frauenkopf, Wappen und Mohnpflanze, sehr vollständig erhaltene Innenausstattung (zum Beispiel Türen, Treppenhaus, Stuckelemente, Fliesen im Eingangsbereich), 1905 von Ludwig Trunzer für den Maurermeister Bernhard Pfeifer, kleine Balkone auf der Hofseite 1925 hinzugefügt. Geschützt nach § 2 DSchG |    |
|      | Mietwohnhaus mit Rückgebäude                   | Boeckhstr. 32                          | 1906      | Von Holwäger & Hillenbrand. Geschützt nach § 2 DSchG |    |
|      | Mietwohnhaus                                   | Boeckhstr. 36                          | 1906      | Mietwohnhaus, zweigeschossiger Putz-Werksteinbau mit Mansarddach, Mittelrisalit mit Balkonen und Ziergiebel der Neorenaissance, Fassadenglieder mit neogotischem Schmuck, von dem Architekten Leopold Walther für den Maurermeister Bernhard Pfeifer. Geschützt nach § 2 DSchG |    |

## Brauerstraße
| Bild | Bezeichnung                  | Lage                              | Datierung | Beschreibung                                         | ID |
| ---- | ---------------------------- | --------------------------------- | --------- | ---------------------------------------------------- | -- |
|      | Mietwohnhausgruppe mit Laden | Brauerstr. 7-9, Putlitzstr. 24-26 | 1904      | Von Theodor Trautmann. Geschützt nach § 2 DSchG      |    |
|      | Mietwohnhaus mit Werkstatt   | Brauerstr. 15                     | 1905      | Von Holwäger & Hillenbrand. Geschützt nach § 2 DSchG |    |

## Bürklinstraße
| Bild           | Bezeichnung        | Lage             | Datierung | Beschreibung | ID |
| -------------- | ------------------ | ---------------- | --------- | --- | -- |
| Weitere Bilder | Mietwohnhausgruppe | Bürklinstr. 1-5  | 1903-1904 | Mietwohnhausgruppe, von F. Baser, Theodor Meeß, zugehöriges Hofgebäude (zu Nr. 5, von Theodor Meeß für August Herling & Cie, 1903). Geschützt nach § 2 DSchG |    |
|                | Mietwohnhaus       | Bürklinstr. 2    | 1904      | Von Leopold Walther. Geschützt nach § 2 DSchG |    |
|                | Doppelmietwohnhaus | Bürklinstr. 4-6  | 1903      | Von Leopold Walther. Geschützt nach § 2 DSchG |    |
| Weitere Bilder | Doppelmietwohnhaus | Bürklinstr. 8-10 | 1903      | Von L. Ritzhaupt. Geschützt nach § 2 DSchG |    |
|                | Mietwohnhaus       | Bürklinstr. 12   | Um 1905   | Geschützt nach § 2 DSchG |    |

## Ebertstraße
| Bild | Bezeichnung                      | Lage                                                                       | Datierung    | Beschreibung                                                                      | ID |
| ---- | -------------------------------- | -------------------------------------------------------------------------- | ------------ | --------------------------------------------------------------------------------- | -- |
|      | Mietwohnhausblock                | Ebertstr. 2-6, Schwarzwaldstr. 24-29, Schnetzlerstr. 7-11, Klosestr. 30-44 |              | Mietwohnhausblock Prof. Alker; einschließlich Gartenhof. Geschützt nach § 2 DSchG |    |
|      | Mietwohnhausblock mit Ladenzeile | Ebertstr. 14, 16, Kurfürstenstr. 18                                        | 1920er Jahre | Geschützt nach § 2 DSchG                                                          |    |

## Ettlinger Straße
| Bild           | Bezeichnung                       | Lage                   | Datierung | Beschreibung | ID |
| -------------- | --------------------------------- | ---------------------- | --------- | --- | -- |
| Weitere Bilder | Das Vierordtbad                   | Ettlinger Str. 4       | 1871-1873 | Vierordtbad mit Schwimmhalle und Schornstein. Von Josef Durm. 1898 Erweiterung der Schwimmhalle. Geschützt nach § 12 DSchG |    |
| Weitere Bilder | Stadtgarten                       | Ettlinger Straße 4a, 6 | 1865      | Stadtgarten, 1877 Zusammenlegung der Anlagen der Festhalle und des 1865 eröffneten Tiergartens, 1967 zur Bundesgartenschau umgestaltet durch Robert Mürb (Gartenbaudirektor) und Walter Rossow, zugehörige Park- und Wegeanlagen, Einfriedungen, Fußgängerbrücken, u.a. Karl-Birkmann-Brücke (Sachgesamtheit). Geschützt nach § 2 DSchG |    |
| Weitere Bilder | Tullabad                          | Ettlinger Str. 4b      | 1954–55   | Tullabad. Hallenbad vom Städtischen Hochbauamt, Helmut Stephan, auf Grundlage des preisgekrönten Wettbewerbsentwurfs von Erich Schelling 1952. Geschützt nach § 2 DSchG |    |
|                | Direktorenhaus der Zoo-Verwaltung | Ettlinger Str. 6       | 1905      | Von Stadtbaurat Strieder. Geschützt nach § 2 DSchG |    |

## Festplatz
| Bild           | Bezeichnung                         | Lage        | Datierung | Beschreibung | ID |
| -------------- | ----------------------------------- | ----------- | --------- | --- | -- |
| Weitere Bilder | Hygieia-Brunnen                     | Festplatz 1 | 1905–09   | Von Johannes Hirt. Geschützt nach § 2 DSchG |    |
| Weitere Bilder | Kolonnade der ehemaligen Stadthalle | Festplatz 4 | 1915      | Kolonnade der ehemaligen Stadthalle (Neubau 1982), mit zugehöriger Rückwand und Treppenanlage, von Curjel & Moser (Teil einer Sache), Supraporten von Georg Schreyögg (1870-1934), von Oskar Kiefer stammen die beiden lagernden Figuren Kraft und Schönheit vor dem Portikus Geschützt nach § 2 DSchG |    |
| Weitere Bilder | Schwarzwaldhalle                    | Festplatz 5 | 1953      | Schwarzwaldhalle. Gläserne Mehrzweckhalle mit Betonschalendach. Von Erich Schelling und Ulrich Finsterwalder (Statik). Geschützt nach § 12 DSchG |    |
| Weitere Bilder | Nancy-Halle                         | Festplatz 7 | 1964      | Bauantrag wurde 1964 als Schwarzwaldhalle III. Bauabschnitt eingereicht. Es war einer der Bauten für die Bundesgartenschau 1967. Sie bildet mit der Schwarzwaldhalle eine Sachgesamtheit. Geschützt nach § 2 DSchG                                                                                     |    |
| Weitere Bilder | Konzerthaus                         | Festplatz 9 | 1915      | Von Curjel & Moser. Geschützt nach § 2 DSchG |    |

## Friedenstraße
| Bild | Bezeichnung   | Lage           | Datierung | Beschreibung | ID |
| ---- | ------------- | -------------- | --------- | --- | -- |
|      | Mietswohnhaus | Friedenstr. 1  | 1893      | Mietswohnhaus, dreigeschossig mit straßenseitiger Sandsteinfassade, zu Hofseite verputzt, Satteldach mit Dachgauben, repräsentatives Treppenhaus, Ausstattung, nach Plänen des Architekten Wilhelm Peter für das Baugeschäft Trier und Groß. Geschützt nach § 2 DSchG |    |
|      | Mietwohnhaus  | Friedenstr. 4  | 1886      | Von J. Vaas. Geschützt nach § 2 DSchG |    |
|      | Mietwohnhaus  | Friedenstr. 6  | 1887      | Von Wilhelm Peter. Geschützt nach § 2 DSchG |    |
|      | Mietwohnhaus  | Friedenstr. 8  | 1887      | Von Wilhelm Peter. Geschützt nach § 2 DSchG |    |
|      | Mietwohnhaus  | Friedenstr. 10 | 1886      | Von Finter. Geschützt nach § 2 DSchG |    |
|      | Mietwohnhaus  | Friedenstr. 12 | 1887      | Von Finter. Geschützt nach § 2 DSchG |    |
|      | Mietwohnhaus  | Friedenstr. 16 | 1888      | Von F. Heilmann. Geschützt nach § 2 DSchG |    |

## Gartenstraße
| Bild           | Bezeichnung                                         | Lage                        | Datierung | Beschreibung | ID |
| -------------- | --------------------------------------------------- | --------------------------- | --------- | --- | -- |
|                | Zwei Mietwohnhäuser in Ecklage                      | Gartenstr. 1, Ritterstr. 40 | 1926      | Zwei Mietwohnhäuser in Ecklage, viergeschossige Massivbauten in neusachlichem Stil, 1926 von Friedrich Betzel und Wilhelm Langstein (Bauleitung Betzel) für den Blechnermeister Ludwig Körner, errichtet nach den planerischen Vorgaben von Hermann Billing (Bebauungsplan Ettlinger Tor-Platz, 1924). Geschützt nach § 2 DSchG |    |
| Weitere Bilder | Verwaltungsgebäude der AOK                          | Gartenstr. 14–16            | 1912      | Verwaltungsgebäude der Allgemeinen Ortskrankenkass. Von Curjel & Moser. Geschützt nach § 2 DSchG |    |
|                | Mietwohnhäuser                                      | Gartenstr. 15–19            | 1892–1897 | Von Martin Daub. Geschützt nach § 2 DSchG |    |
| Weitere Bilder | Gartenschule                                        | Gartenstr. 20-22            | 1882      | Gartenschule und Dienstwohnhaus, vom Städtischen Hochbauamt. Für die Verbreiterung der Karlstraße um eine Achse reduziert. Geschützt nach § 2 DSchG |    |
|                | Villa des Fabrikanten Adolf Reiss                   | Gartenstr. 25               | 1885      | Villa des Fabrikanten Adolf Reiss, 1885 von Adalbert Kerler, 1892 im Besitz des Heidelberger Kunsthistorikers Adolf von Oechelhäuser, 1918–1926 im Besitz des Fabrikanten Dr. Willi Huber, 1930 Zentralverband der Angestellten, 1933 Besetzung durch die SA, 1935–1945 Sitz der Gestapo, 1944 leichte Beschädigung durch Luftangriffe, Reparatur des Daches 1947–49, dann Gewerkschaftshaus, 1959 Wehrbereichsverwaltung, seit 1993 Zivilsenate des Bundesgerichtshofs. Zugehörige Freiflächen, sowie Vorgarten mit Einfriedung. Geschützt nach § 2 DSchG |    |
|                | Mietwohnhaus                                        | Gartenstr. 28               | Um 1910   | Geschützt nach § 2 DSchG |    |
|                | Mietwohnhaus                                        | Gartenstr. 33               | 1891      | Von Max Hummel. Geschützt nach § 2 DSchG |    |
|                | Mietwohnhäuser                                      | Gartenstr. 39–43            | 1881–1883 | Von Ludwig Hummel und Gustav Ziegler. Geschützt nach § 2 DSchG |    |
|                | Mietwohnhaus mit Seitenflügel                       | Gartenstr. 40               | 1893      | Mietwohnhaus mit Seitenflügel, von B. Kreis für Jakob Holz, Hof mit Stützmauer, Garten, Ladeneinbau 1911, Backofeneinbau 1914 Geschützt nach § 2 DSchG |    |
|                | Mietwohnhaus                                        | Gartenstr. 42               | Um 1890   | Geschützt nach § 2 DSchG |    |
|                | Fassadenteile eines Mietwohnhauses                  | Gartenstr. 44               | 1887      | Von Friedrich Benzinger. Geschützt nach § 2 DSchG |    |
| Weitere Bilder | Mietwohnhaus mit Atelier                            | Gartenstr. 44a, b           | 1908      | Baukünstlerisch hochwertige Fassadengestaltung, originale Ausstattung. 1908 von Johann Adam (Hans) Zippelius. Geschützt nach § 2 DSchG |    |
|                | Haus des Badischen Frauenvereins                    | Gartenstr. 45–47            | 1883      | für den Badischen Frauenverein gebaut, die Häuser beherbergten die Industrielehrerinnenschule und die Frauenarbeitsschule. Geschützt nach § 2 DSchG |    |
|                | Mietwohnhaus                                        | Gartenstr. 48               | 1886      | Von J. Vaas. Geschützt nach § 2 DSchG |    |
|                | Villenanlage                                        | Gartenstr. 49-51            | 1883      | Villenanlage, für Rudolf Hermann und Frieder Vivell, im Besitz des Badischen Frauenvereins, Kassenverwaltung und Landesverein des Roten Kreuzes, Zentralverwaltung. Mit Vorgarteneinfriedung. Geschützt nach § 2 DSchG |    |
|                | Mietwohnhaus                                        | Gartenstr. 50               | 1885      | Mietwohnhaus, von und für Wilhelm Gimpel, Bauunternehmer. 1907 erfolgte die Erhöhung des Daches mit Einbau von Gaupen durch Friedrich Nagel, Baugeschäft, für Prof. Franz Meidel. 1910 wurden hofseitig zwei Balkone angebaut. Geschützt nach § 2 DSchG |    |
|                | Mietwohnhaus                                        | Gartenstr. 52               | 1897      | Von Johann Brannath. Geschützt nach § 2 DSchG |    |
| Weitere Bilder | Gegenreservoirgebäude                               | Gartenstr. 53               | 1895      | Gegenreservoirgebäude, im 3. Stock städtische Sammlungen. 1922 städt. Archiv, 1974 Jugendverwahrungsheim. 1895 von Städtischem Hochbauamt. Geschützt nach § 2 DSchG |    |
|                | Doppelmietwohnhaus                                  | Gartenstr. 54-56            | 1896      | Von Hugo Slevogt. Geschützt nach § 2 DSchG |    |
|                | Mietwohnhaus mit Gastwirtschaft Zur Laterne         | Gartenstr. 57               | 1883      | Von Wilhelm Söhner. Geschützt nach § 2 DSchG |    |
| Weitere Bilder | Verwaltungsgebäude der Landes-Versicherungs-Anstalt | Gartenstr. 105              | 1959–61   | Von Erich Schelling (ohne Erweiterung von 1975–77, E. Schelling). Geschützt nach § 2 DSchG |    |

## Gebhardstraße
| Bild           | Bezeichnung       | Lage                                                                                | Datierung | Beschreibung | ID |
| -------------- | ----------------- | ----------------------------------------------------------------------------------- | --------- | --- | -- |
|                | Wohnhausgruppe    | Gebhardstr. 1, 3, 5                                                                 | 1930      | Wohnhausgruppe, von H. Bader, C. Scholl, Teil des städtebaulichen Entwurfs „Kolpingplatz“ von Hermann Billing und der Sachgesamtheit Kolpingplatz (siehe dort). Geschützt nach § 2 DSchG |    |
|                | Mietwohnhaus      | Gebhardstr. 4                                                                       | 1930      | Von C. Hildebrand. Geschützt nach § 2 DSchG |    |
| Weitere Bilder | Mietwohnhausblock | Gebhardstr. 14, 16, 18, 20, 22, Hirschstr. 137, 139, 141, Welfenstr. 15, 17, 19, 21 | 1933-1937 | Wohnhausgruppe, viergeschossige und traufständige Mietwohnhäuser in Blockrandbebauung, verputzt mit Werksteingliederungen, neusachliche Architektursprache mit expressiven Gestaltungselementen, teilweise reich ausgestattete Treppenhäuser, 1933-1937 nach Plänen des Karlsruher Architekten Hermann Loesch. Geschützt nach § 2 DSchG |    |
|                | Mietwohnhaus      | Gebhardstr. 20                                                                      | 1933      | Im Eingangsbereich Reliefbilder. Gebaut von Hermann Loesch. Geschützt nach § 2 DSchG |    |

## Graf-Rhena-Straße
| Bild           | Bezeichnung  | Lage                              | Datierung | Beschreibung                                                                          | ID |
| -------------- | ------------ | --------------------------------- | --------- | ------------------------------------------------------------------------------------- | -- |
| Weitere Bilder | Südendschule | Graf-Rhena-Str. 18, Südendstr. 35 | 1909–12   | Südendschule, Nord- und Südflügel. , Städtisches Hochbauamt. Geschützt nach § 2 DSchG |    |

## Hermann-Billing-Straße
| Bild | Bezeichnung   | Lage                    | Datierung | Beschreibung | ID |
| ---- | ------------- | ----------------------- | --------- | --- | -- |
|      | Erlöserkirche | Hermann-Billing-Str. 11 | 1959/1960 | Einziger Kirchenneubau der 1950er Jahre in Karlsruhe. Nach einer Planung des Stuttgarter Architekten Prof. Erich Fritz für den Landesverband der Ev. Gemeinschaft in Baden. Geschützt nach § 2 DSchG |    |

## Hinterm Hauptbahnhof
| Bild | Bezeichnung                | Lage                   | Datierung           | Beschreibung | ID |
| ---- | -------------------------- | ---------------------- | ------------------- | --- | -- |
|      | Heizkraftwerk des Bahnhofs | Hinterm Hauptbahnhof 1 | Anfang 1920er Jahre | Heizkraftwerk des Bahnhofs, basilikale Maschinenhalle mit großem Rundbogenfenster, direkt angebautes Angestelltenwohnhaus mit Fledermausgauben (vgl. Bahnhofsplatz). Geschützt nach § 2 DSchG |    |

## Hirschstraße
| Bild           | Bezeichnung                                                       | Lage                                                   | Datierung | Beschreibung | ID |
| -------------- | ----------------------------------------------------------------- | ------------------------------------------------------ | --------- | --- | -- |
| Weitere Bilder | Hirschbrücke                                                      | Hirschstraße                                           | 1889-1891 | Nach Entwurf von Stadtbaumeister Hermann Schück als Anbindung des neuen Stadtteils über zwei Straßen und die beiden Strecken der Rheinbahn und der Kurvenbahn hinweg. Geschützt nach § 2 DSchG |    |
|                | Mietwohnhaus in Ecklage                                           | Hirschstr. 53 a                                        | 1899      | Mietwohnhaus in Ecklage, dreigeschossiger Putzbau mit Mansarddach, Vestibül mit Stuckdecke, von Wilhelm Peter für das Baugeschäft Trier und Groß Geschützt nach § 2 DSchG                      |    |
|                | Doppelmietwohnhaus                                                | Hirschstr. 53, 55                                      | 1883      | Doppelmietwohnhaus, von Max Hummel für Ludwig Hummel errichtet. Geschützt nach § 2 DSchG |    |
|                | Mietwohnhaus                                                      | Hirschstr. 53b                                         | 1894      | Von Wilhelm Peter. Geschützt nach § 2 DSchG |    |
|                | Mietwohnhaus                                                      | Hirschstr. 57                                          | 1890      | Von Max Hummel. Geschützt nach § 2 DSchG |    |
| Weitere Bilder | Doppelwohnhaus                                                    | Hirschstr. 59-61                                       | 1886      | Von Max Hummel. Geschützt nach § 2 DSchG |    |
|                | Mietwohnhaus mit Laden                                            | Hirschstr. 69                                          | 1890      | Von August Hörner. Geschützt nach § 2 DSchG |    |
|                | Mietwohnhaus/Bürogebäude Magdeburger Versicherungen               | Hirschstr. 71, Mathystr. 34a                           | 1891/1922 | Von H. Renzi und Gustav Ziegler. Als Eckgebäude Teil der Hirschbrückenanlage. Geschützt nach § 2 DSchG                                                                                         |    |
|                | Mietwohnhaus                                                      | Hirschstr. 76                                          | 1886      | Von Friedrich Wehr. Vorfenster erhalten. Geschützt nach § 2 DSchG |    |
|                | Mietwohnhaus                                                      | Hirschstr. 80                                          | 1880      | Von Ludwig Hummel. Geschützt nach § 2 DSchG |    |
|                | Mietwohnhaus                                                      | Hirschstr. 82                                          | 1885      | Von J. Vaas. Geschützt nach § 2 DSchG |    |
|                | Zweigeschossige Mietwohnhausreihe mit ausgebautem Mansarddach     | Hirschstr. 84-88                                       | 1883      | Von Bauunternehmer Wilhelm Gimpel Geschützt nach § 2 DSchG |    |
|                | Doppelmietwohnhaus in Ecklage mit Gastwirtschaft Zum Hohenstaufen | Hirschstr. 87, Klauprechtstr. 30                       | 1889      | Von Wilhelm Söhner. Geschützt nach § 2 DSchG |    |
|                | Mietwohnhaus mit Laden                                            | Hirschstr. 89                                          | 1901–02   | Von Ludwig Ritzhaupt. Geschützt nach § 2 DSchG |    |
|                | Mietwohnhaus                                                      | Hirschstr. 90                                          | 1887      | Von Wilhelm Peter. Geschützt nach § 2 DSchG |    |
|                | Mietwohnhaus                                                      | Hirschstr. 92                                          | 1888      | Von Kempermann & Slevogt. Geschützt nach § 2 DSchG |    |
|                | Mietwohnhaus                                                      | Hirschstr. 93                                          | 1901      | Von Camill Frei. Geschützt nach § 2 DSchG |    |
|                | Mietwohnhaus                                                      | Hirschstr. 94, Mathystr. 36a                           | Um 1890   | Als Eckgebäude Teil der Hirschbrückenanlage. Geschützt nach § 2 DSchG |    |
| Weitere Bilder | Mietwohnhaus.                                                     | Hirschstr. 95                                          | 1901      | Von Hermann Billing & Mallebrein. Geschützt nach § 2 DSchG |    |
|                | Mietwohnhaus                                                      | Hirschstr. 97                                          | 1901      | Von Hugo Slevogt. Geschützt nach § 2 DSchG |    |
|                | Villa für Emma von Lindenau                                       | Hirschstr. 103                                         | 1919      | Villa für Emma von Lindenau, 1898 von Hugo Slevogt, mit Vorgarteneinfriedung. Umgebaut zum Säuglingskrankenheim, seit 1990 Studentenwohnheim. Geschützt nach § 2 DSchG                         |    |
|                | Mietwohnhausgruppe für Behnke & Zschache                          | Hirschstr. 105-109                                     | 1901      | Für Behnke & Zschache. 1904 / 1902 / 1901 von Adolf Hirth, Hermann Billing und Franz Wolff. Mit Vorgarteneinfriedung. Geschützt nach § 2 DSchG                                                 |    |
|                | Mietwohnhaus                                                      | Hirschstr. 111                                         | 1905      | Von Wilhelm Stober, Fassadenentwurf von Hermann Billing. Geschützt nach § 2 DSchG |    |
|                | Mietwohnhaus                                                      | Hirschstr. 113                                         | 1903      | Von Hugo Slevogt. Geschützt nach § 2 DSchG |    |
|                | Mietwohnhaus                                                      | Hirschstr. 118                                         | 1897      | Von Wilhelm Stober. Geschützt nach § 2 DSchG |    |
|                | Mietwohnhausgruppe                                                | Hirschstr. 124-128                                     | 1899      | Von Hermann Billing. Geschützt nach § 2 DSchG |    |
|                | Mietwohnhausgruppe                                                | Hirschstr. 127, 129, 156, 158, 160, 164, Welfenstr. 24 | 1927      | Von Eugen Kohlbecker. Geschützt nach § 2 DSchG |    |

## Jollystraße
| Bild           | Bezeichnung                             | Lage                          | Datierung | Beschreibung                                                                      | ID |
| -------------- | --------------------------------------- | ----------------------------- | --------- | --------------------------------------------------------------------------------- | -- |
|                | Doppelmietwohnhaus in Ecklage mit Laden | Jollystr. 1, Klauprechtstr. 2 | 1887      | Von Karlsruher Bautechnisches Bureau. Geschützt nach § 2 DSchG                    |    |
|                | Mietwohnhaus                            | Jollystr. 3                   | 1887      | Von Karlsruher Bautechnisches Bureau. Geschützt nach § 2 DSchG                    |    |
|                | Mietwohnhaus mit Gaststätte             | Jollystr. 19                  | Um 1890   | Geschützt nach § 2 DSchG                                                          |    |
|                | Mietwohnhaus                            | Jollystr. 37                  | 1897–98   | Von Robert Willet. Geschützt nach § 2 DSchG                                       |    |
| Weitere Bilder | Mietwohnhausgruppe                      | Jollystr. 39-47               | 1897-1902 | Von Heinrich Renz. Geschützt nach § 2 DSchG                                       |    |
|                | Mietwohnhaus mit Laden in Ecklage       | Jollystr. 49                  | 1903-1906 | Von Peter & Scherer. Geschützt nach § 2 DSchG                                     |    |
|                | Mietwohnhaus                            | Jollystr. 61                  | Um 1900   | Geschützt nach § 2 DSchG                                                          |    |
| Weitere Bilder | Mietwohnhausgruppe                      | Jollystr. 63-67               | 1899-1906 | Von Camill Frei im Auftrag von Baugeschäft Trier & Gros. Geschützt nach § 2 DSchG |    |

## Kantstraße
| Bild | Bezeichnung               | Lage                           | Datierung | Beschreibung | ID |
| ---- | ------------------------- | ------------------------------ | --------- | --- | -- |
|      | Haus Eicheneck            | Kantstr. 1a                    | 1913      | Haus Eicheneck, Villa mit umfriedetem Garten, offenes Gartenhaus mit Zeltdach, zweigeschossiger verputzter Massivbau mit Walmdach und zugehöriger Garage, symmetrische Fassade mit zwei Balkonaltanen zum Garten, vornehme Innenausstattung, große Halle, ovaler Musiksaal im Erdgeschoss des Mittelbaus zum Garten, Dienstbotentreppe, mit symmetrischer Gartenanlage errichtet für den hier auch praktizierenden Arzt Professor Dr. Hugo Starck nach Plänen des Architekten Wilhelm Vittali, 1940 Dienstwohnung des Reichsstatthalters, später auswärtige Kammer des Truppendienstgerichtes Süd der Bundeswehr Geschützt nach § 2 DSchG |    |
|      | Mietswohnhaus             | Kantstr. 4                     | 1955      | Mietswohnhaus, dreigeschossiger und traufständiger Massivbau mit Walmdach und zentraler Erschließung, gut erhaltener Fensterbestand, 1936 von dem Architekten Emil Valentin Gutmann für den Ettlinger Fabrikanten Emil Schneider, nicht zugehörige Garage (1955 von Gutmann). Geschützt nach § 2 DSchG |    |
|      | Wohn- und Geschäftshäuser | Kantstr. 8,10,12, Karlstr. 101 | 1927–29   | Wohn- und Geschäftshäuser, 1927–29 von Hermann Billing, Teil des städtebaulichen Entwurfs "Kolpingplatz" von Hermann Billing und der Sachgesamtheit Kolpingplatz. Geschützt nach § 2 DSchG |    |

## Karlstraße
| Bild           | Bezeichnung                          | Lage                                  | Datierung | Beschreibung | ID |
| -------------- | ------------------------------------ | ------------------------------------- | --------- | --- | -- |
| Weitere Bilder | Hochhaus Schmiederplatz              | Karlstr. 61–61a, Mathystr. 14-20      | 1953–55   | Von Karl Brannath. (Sachgesamtheit) Geschützt nach § 2 DSchG |    |
|                | Mietwohnhaus mit Laden               | Karlstr. 62                           | 1893      | Von Camill Frey. Geschützt nach § 2 DSchG |    |
|                | Mietwohnhaus mit Laden               | Karlstr. 64                           | Um 1890   | Von Wilhelm Stober. Geschützt nach § 2 DSchG |    |
|                | Mietwohnhaus in Ecklage              | Karlstr. 66                           | 1897–98   | Mit Laden von Friedrich Benzinger. Geschützt nach § 2 DSchG |    |
|                | Mietwohnhaus mit Laden im Souterrain | Karlstr. 68                           | 1897–98   | Mietwohnhaus mit Laden im Souterrain, Torfahrt mit Ausstattung. 1897–98 von Friedrich Benzinger für den Maler Karl Dieber. Geschützt nach § 2 DSchG |    |
|                | Mietwohnhaus mit Gaststätte          | Karlstr. 71                           | 1882      | Von Weiss. Geschützt nach § 2 DSchG |    |
|                | Wohn- und Geschäftshaus              | Karlstr. 72                           | 1876      | Heute mit Gaststätte, von G. Heim. Geschützt nach § 2 DSchG |    |
|                | Wohn- und Geschäftshaus              | Karlstr. 82                           | 1897      | Wohn- und Geschäftshaus, 1897 als Mietwohnhaus von dem Architekten Theodor Bless für den Bauunternehmer Karl Bless, 1899 Ladeneinbau durch Theodor Bless für Witwe Otto Wagner (1909 erweitert, 1933 drei zusätzliche große Schaufenster und Verkleidung mit dunkelbraunen Majolikaplättchen im Sockelbereich sowie weinroten gläsernen Reklameschildern neben und über den Schaufenstern, 1957 Ausbau mit zweitem Ladeneingang) Geschützt nach § 2 DSchG |    |
|                | Doppelmietwohnhaus in Ecklage        | Karlstr. 84–86                        | 1897      | Mit Laden von Camill Frei für Schlosser Friedrich Lang. Geschützt nach § 2 DSchG |    |
|                | Wohn- und Geschäftshaus              | Karlstr. 87                           | 1902      | Wohn- und Geschäftshaus, viergeschossiger und traufständiger Massivbau in den Formen des Jugendstil, unverputzt und rustiziert, 1902 von Trier & Gros als Architekten und Bauherrn, 1937 Anlage und Planung eines Privatgartens mit Eingangstor, Umfriedung, Bepflanzung, Wasserbecken und Pergolen durch den Karlsruher Architekten Dr. Detlev Rösiger (1887–1963) für die Berlinische Feuer-Versicherungs-Anstalt. Geschützt nach § 2 DSchG             |    |
|                | Mietwohnhaus mit Laden               | Karlstr. 89                           | 1897      | Von Kempermann & Slevogt. Geschützt nach § 2 DSchG |    |
|                | Mietwohnhaus                         | Karlstr. 91                           | 1897      | Mietwohnhaus, viergeschossiger Massivbau mit Seitenflügel, Werkstattgebäude auf dem Hinterhof, gut erhaltene Ausstattung, von den Architekten Trier & Gross für eigenen Bedarf. Geschützt nach § 2 DSchG |    |
|                | Mietwohnhaus mit Laden               | Karlstr. 93                           | 1874      | Mietwohnhaus mit Laden, Seitenflügel und Hofbebauung. von Bernhard Kreiss. Geschützt nach § 2 DSchG |    |
|                | Doppelmietwohnhaus in Ecklage        | Karlstr. 96–98                        | 1899      | Mit Laden, von Theodor Bleß. Geschützt nach § 2 DSchG |    |
|                | Mietwohnhaus mit Werkstatt           | Karlstr. 119                          | 1914      | Von Hermann Billing. Geschützt nach § 2 DSchG |    |
|                | Mietwohnhausgruppe in Ecklage        | Karlstr. 120, 122, Südendstr. 15      | 1905      | Mit Laden, von Theodor Bleß. Geschützt nach § 2 DSchG |    |
|                | Mietwohnhaus mit Laden               | Karlstr. 126                          | 1897      | Für Friedrich Fischer, Waisenhausverwalter, von Camill Frei. Geschützt nach § 2 DSchG |    |
|                | Mietwohnhäuser in Ecklage            | Karlstr. 134, Welfenstr. 8, 10 und 14 | 1914–1916 | Von Holwäger & Hillenbrand Geschützt nach § 2 DSchG |    |

## Klauprechtstraße
| Bild | Bezeichnung                            | Lage                  | Datierung      | Beschreibung | ID |
| ---- | -------------------------------------- | --------------------- | -------------- | --- | -- |
|      | Mietwohnhaus                           | Klauprechtstr. 1      | 1897           | Von L. Ritzhaupt. Geschützt nach § 2 DSchG |    |
|      | Mietwohnhausgruppe                     | Klauprechtstr. 5      | 1897           | Von L. Ritzhaupt. Geschützt nach § 2 DSchG |    |
|      | Mietwohnhausgruppe                     | Klauprechtstr. 7      | 1897           | Von L. Ritzhaupt Geschützt nach § 2 DSchG |    |
|      | Mietwohnhaus                           | Klauprechtstr. 9      | 1897           | Von L. Ritzhaupt, verfügt über eine vollständige Innenausstattung mit Wohnungsabschlusstüren im Stile der Neorenaissance, ein komplett überliefertes Treppenhaus und einen fast ausnahmslos erhaltenen Türenbestand in den Etagenwohnungen. Ebenfalls erhalten sind die Bodenbeläge aus der Erbauungszeit, in der Hofdurchfahrt befinden sich zwei Originaltore. Geschützt nach § 2 DSchG |    |
|      | Mietwohnhaus mit Seitenflügel          | Klauprechtstr. 23     | 1899-1900      | Von Curjel & Moser. Geschützt nach § 2 DSchG |    |
|      | Mietwohnhaus                           | Klauprechtstr. 29     | 1899           | Von Theodor Bless. Geschützt nach § 2 DSchG |    |
|      | Wohnhaus des Architekten Heinrich Renz | Klauprechtstr. 32     | 1905           | Geschützt nach § 2 DSchG |    |
|      | Fassade eines Mietwohnhauses           | Klauprechtstr. 33     | 1902           | Von Franz Wolff. Geschützt nach § 2 DSchG |    |
|      | Doppelwohnhaus                         | Klauprechtstr. 34-36  | 1899 bzw. 1902 | Von Heinrich Renz. Geschützt nach § 2 DSchG |    |
|      | Mietwohnhaus mit Laden                 | Klauprechtstr. 39     | 1903           | Von Leopold Walther Geschützt nach § 2 DSchG |    |
|      | Mietwohnhaus                           | Klauprechtstr. 43     | 1906           | Von Leopold Walther. Geschützt nach § 2 DSchG |    |
|      | Wohnblock                              | Klauprechtstr. 46, 48 | 1913           | Wohnblock aus zwei Gebäuden, verputzte dreigeschossige Massivbauten mit Mansardwalmdächern, erhöhter Sockel rustiziert, Obergeschosse mit straßenseitigen Balkonen und Gewänden des Jugendstil, gut erhaltene Innenausstattung, nach Plänen des Architekten Emil Brannath für den Mieter- und Bauverein Karlsruhe e.G., bezeichnet 1913. Geschützt nach § 2 DSchG                         |    |

## Klosestraße
| Bild | Bezeichnung                                                         | Lage                                                                    | Datierung | Beschreibung | ID |
| ---- | ------------------------------------------------------------------- | ----------------------------------------------------------------------- | --------- | --- | -- |
|      | Mietwohnhauszeile                                                   | Klosestr. 1, 3, 5, 7, 9, 11, 13, 15, 17, 19, 21, 23, 25, 27, 29, 31, 33 | 1927      | Mietwohnhausgruppe Klosestraße, durchgehende Bebauung des Expressionismus, dreigeschossige traufständige Mietwohnhausreihe mit Satteldächern und Dachgauben, Gestaltung der Reihe durch vorspringende Eck- und Mittelbauten, expressive Bauplastik wie bildhauerisch gestaltete Balkonsäulen und -brüstungen, Türleuchten, Gesimse und Friese, Vorgärten mit zugehörigen Einfriedungen, errichtet 1927-1929 Gestaltung des Straßenablaufs 1927 durch Herrmann Loesch aus Karlsruhe. Ausführung der Einzelgebäude bis 1929 für private Bauherren durch Hans Becker (Klosestr. 3, 5, 7, 11), Hermann Loesch (Klosestr. 17, 21, 23, 25, 27, 29, 31, wohl auch 1 und 33) und Hermann Bastel (Klosestr. 15, 19). Geschützt nach § 2 DSchG |    |
|      | Doppelhausanlage mit eingeschossigem Verbindungsbau und Einfriedung | Klosestr. 2, Schwarzwaldstr. 8                                          | 1924      | Von Pfeifer & Großmann. Geschützt nach § 2 DSchG |    |
|      | Mietwohnhauszeile                                                   | Klosestr. 25-31                                                         | 1927      | Von Hermann Loesch. Geschützt nach § 2 DSchG |    |
|      | Mietwohnhaus                                                        | Klosestr. 30                                                            | 1927      | Von Hermann Zelt. Geschützt nach § 2 DSchG |    |

## Kriegsstraße
| Bild           | Bezeichnung                                        | Lage                 | Datierung  | Beschreibung | ID |
| -------------- | -------------------------------------------------- | -------------------- | ---------- | --- | -- |
|                | Villa des Staatsministers a. D. Dr. Ludwig Turban  | Kriegsstr. 31        | Um 1860/70 | Villa des Staatsministers a. D. Ludwig Turban, von Lang. Geschützt nach § 2 DSchG |    |
|                | Mietwohnhaus                                       | Kriegsstr. 33–35     | Um 1900    | Geschützt nach § 2 DSchG |    |
| Weitere Bilder | Schwesternhaus des alten Vincentiuskrankenhauses   | Kriegsstr. 51        |            | Geschützt nach § 2 DSchG |    |
|                | Doppelmietwohnhaus                                 | Kriegsstr. 69, 71    | 1898       | Von Wilhelm Peter & Scherer. Geschützt nach § 2 DSchG |    |
| Weitere Bilder | Villa der Krupp von Bohlen-Halbachschen Verwaltung | Kriegsstr. 83        | 1916       | Villa der Krupp von Bohlen-Halbachschen Verwaltung, 1935 Klinik, heute Altenheim. 1916 von Bauverwaltung Hügel. Geschützt nach § 2 DSchG                                                                                   |    |
| Weitere Bilder | Mietwohnhaus in Ecklage                            | Kriegsstr. 85        | 1886       | Von Emil Schweickhardt. Geschützt nach § 2 DSchG |    |
| Weitere Bilder | Mietwohnhaus                                       | Kriegsstr. 89        | 1889       | Von W. Gimpel. Geschützt nach § 2 DSchG |    |
|                | Mietwohnhaus                                       | Kriegsstr. 91        | 1888       | Von Gustav Ziegler. Geschützt nach § 2 DSchG |    |
|                | Mietwohnhaus                                       | Kriegsstr. 93        | 1892       | Von Wilhelm Peter. Geschützt nach § 2 DSchG |    |
| Weitere Bilder | Haus Gössel                                        | Kriegsstr. 97        | 1898       | Von Curjel & Moser. Geschützt nach § 2 DSchG |    |
| Weitere Bilder | Fassade eines Mietwohnhauses                       | Kriegsstr. 97a       | Um 1890    | Geschützt nach § 2 DSchG |    |
| Weitere Bilder | Teil einer Fassade eines Mietwohnhauses            | Kriegsstr. 99        | Um 1890    | Geschützt nach § 2 DSchG |    |
|                | Militärkrankenhaus                                 | Kriegsstr. 103, 103a | 1844–45    | Militärkrankenhaus, Wiederaufbau 1950 durch das Staatliche Hochbauamt, dann bis 2005 Versorgungsamt, 1844–45 von Friedrich Arnold, im Inneren Treppenhaus und zwei Glocken der Bauzeit erhalten. Geschützt nach § 28 DSchG |    |
|                | Verwaltungsgebäude des Militärkrankenhauses        | Kriegsstr. 103a      | Um 1850/60 | Geschützt nach § 2 DSchG |    |
|                | Mietwohnhaus mit Vorgarteneinfriedung              | Kriegsstr. 105       | 1903       | Von Ludwig Trunzer für Kommerzienrat W. Lorenz. Geschützt nach § 2 DSchG |    |
|                | Mietwohnhaus                                       | Kriegsstr. 109       | 1890       | Von Rudolph Schindler. Geschützt nach § 2 DSchG |    |
| Weitere Bilder | Verwaltungsgebäude der Brauerei Kammerer           | Kriegsstr. 113       | 1903       | Von Curjel & Moser. Geschützt nach § 12 DSchG |    |
|                | Mietwohnhaus                                       | Kriegsstr. 123       | 1897       | Ehemaliges türkisches Konsulat, von Gustav Ziegler. Geschützt nach § 2 DSchG |    |
|                | Doppelmietwohnhaus                                 | Kriegsstr. 127–129   | 1896       | Von Gustav Ziegler. Geschützt nach § 2 DSchG |    |
|                | Mietwohnhaus                                       | Kriegsstr. 131       | 1902       | Von Christian Rothfuß. Geschützt nach § 2 DSchG |    |
|                | Mietwohnhaus                                       | Kriegsstr. 133       | 1902       | Friedrich Benzinger. Geschützt nach § 2 DSchG |    |
|                | Mietwohnhaus                                       | Kriegsstr. 135       | 1899       | Von Peter & Scherer. Geschützt nach § 2 DSchG |    |
|                | Mietwohnhaus                                       | Kriegsstr. 137       | 1905       | Von Ludwig Trunzer. Geschützt nach § 2 DSchG |    |

## Kurfürstenstraße
| Bild | Bezeichnung       | Lage               | Datierung | Beschreibung             | ID |
| ---- | ----------------- | ------------------ | --------- | ------------------------ | -- |
|      | Mietwohnhausblock | Kurfürstenstr. 2-6 | Um 1928   | Geschützt nach § 2 DSchG |    |

## Lenzstraße
| Bild           | Bezeichnung        | Lage           | Datierung | Beschreibung                                         | ID |
| -------------- | ------------------ | -------------- | --------- | ---------------------------------------------------- | -- |
|                | Mietwohnhaus       | Lenzstr. 1     | 1902-1906 | Von Curjel & Moser. Geschützt nach § 2 DSchG         |    |
|                | Mietwohnhaus       | Lenzstr. 2     | 1902      | Von Peter & Scherer. Geschützt nach § 2 DSchG        |    |
|                | Mietwohnhausgruppe | Lenzstr. 3-11  | 1903      | Von Holwäger & Hillenbrand. Geschützt nach § 2 DSchG |    |
|                | Mietwohnhaus       | Lenzstr. 4     | 1902      | Von Peter & Scherer. Geschützt nach § 2 DSchG        |    |
| Weitere Bilder | Doppelmietwohnhaus | Lenzstr. 6-8   | 1902      | Von Ludwig Ritzhaupt. Geschützt nach § 2 DSchG       |    |
|                | Doppelmietwohnhaus | Lenzstr. 10-12 | 1902      | Von Ferdinand Baser. Geschützt nach § 2 DSchG        |    |
|                | Mietwohnhaus       | Lenzstr. 13    | 1904      | Von Holwäger & Hillenbrand. Geschützt nach § 2 DSchG |    |
|                | Mietwohnhaus       | Lenzstr. 14    | 1903      | Von Ludwig Ritzhaupt. Geschützt nach § 2 DSchG       |    |

## Leopoldstraße
| Bild           | Bezeichnung         | Lage           | Datierung | Beschreibung | ID |
| -------------- | ------------------- | -------------- | --------- | --- | -- |
| Weitere Bilder | Mietwohnhaus        | Leopoldstr. 44 | 1886      | Von Friedrich Benzinger. Geschützt nach § 2 DSchG |    |
|                | Wohnhaus            | Leopoldstr. 46 | 1885      | Wohnhaus, dreigeschossiger Mietswohnungshausbau mit Mezzanin in den Formen der Neorenaissance, unverputzt, heller Sandstein und Backstein, zentraler Balkon, 1885 von Max Müller als Architekt und Bauherr. Geschützt nach § 2 DSchG |    |
|                | Wohnhaus in Ecklage | Leopoldstr. 48 | 1885      | Wohnhaus in Ecklage, viergeschossiger Massivbau im Stile der Spätrenaissance, Architekturglieder aus rotem Sandstein, gelbes Ziegelmauerwerk, abgeschrägte Eckbetonung mit Balkonen, 1885 von dem Bauunternehmer und Architekten Wilhelm Gimpel für den Glasermeister Ludwig Seiderer, 1948 Reparaturen nach Kriegsschäden Geschützt nach § 2 DSchG |    |

## Lessingstraße
| Bild | Bezeichnung             | Lage           | Datierung | Beschreibung                                             | ID |
| ---- | ----------------------- | -------------- | --------- | -------------------------------------------------------- | -- |
|      | Mietwohnhaus in Ecklage | Lessingstr. 74 | 1903      | Mit Laden, von Ferdinand Baser. Geschützt nach § 2 DSchG |    |
|      | Mietwohnhaus            | Lessingstr. 76 | 1905      | Von Ferdinand Baser. Geschützt nach § 2 DSchG            |    |

## Lorenzstraße
| Bild           | Bezeichnung                              | Lage         | Datierung | Beschreibung | ID |
| -------------- | ---------------------------------------- | ------------ | --------- | --- | -- |
| Weitere Bilder | Hallenbau A der Industriewerke Karlsruhe | Lorenzstr. 7 | 1914–15   | Hallenbau A der Industriewerke Karlsruhe (IWKA), heute Zentrum für Kunst und Medien (ZKM), Hochschule für Gestaltung (HfG), Städtische Galerie. 1914–15 von Philipp Jakob Manz. Geschützt nach § 12 DSchG |    |
|                | Röhrencomputer Zuse Z22 im ZKM           | Lorenzstr. 7 | 1958      | Röhrencomputer Zuse Z22, Nr. 13 der Serie, Baujahr 1958, ursprünglich in Wiesbaden beim Landesvermessungsamt, seit 1962 bis 1972 im Lehr- und Forschungsbetrieb, betriebsfähig. Geschützt nach § 2 DSchG  |    |

## Mathystraße
| Bild           | Bezeichnung                            | Lage                                  | Datierung | Beschreibung | ID |
| -------------- | -------------------------------------- | ------------------------------------- | --------- | --- | -- |
| Weitere Bilder | Städtische Feuerwache                  | Mathystr. 2, 4, Ritterstr. 44, 46, 48 | 1924      | Feuerwache mit Wohngebäuden für die Städtische Berufsfeuerwehr Geschützt nach § 2 DSchG |    |
|                | Mietwohnhaus für den Maler Karl Dieber | Mathystr. 17                          | 1897/98   | Für den Maler Karl Dieber von Fr. Halter. Geschützt nach § 2 DSchG |    |
|                | Mietwohnhaus                           | Mathystr. 23                          | 1897      | Mietwohnhaus, von L. Lautenschläger Bemerkenswertes, für Karlsruhe ungewöhnlich großes und repräsentatives, durch ein Oberlicht belichtetes Treppenhaus mit umlaufender Treppe. Befriedigender Türenbestand im Inneren, historische Fenster auf der Hofseite, Dach nach Brandbombe im 2. WK teilweise repariert. Ebenfalls bemerkenswert ist die Lichtregie im Inneren der Wohnungen mit Binnendurchfensterungen. Geschützt nach § 2 DSchG |    |
|                | Mietwohnhaus                           | Mathystr. 25                          | 1897      | Mietwohnhaus, von Max Gros. Sehr vollständiger Ausstattungszustand, Treppenhaus erhalten, sehr vollständiger Türenbestand im Inneren. Wertvolle Fassade. Geschützt nach § 2 DSchG |    |
|                | Mietwohnhaus                           | Mathystr. 31                          | 1900      | Von Curjel & Moser. Geschützt nach § 2 DSchG |    |
|                | Mietwohnhaus                           | Mathystr. 33                          | 1899      | Von Gustav Ziegler. Geschützt nach § 2 DSchG |    |
| Weitere Bilder | Mietwohnhaus                           | Mathystr. 35                          | 1901      | Von Theodor Bleß. Geschützt nach § 2 DSchG |    |
|                | Mietwohnhaus                           | Mathystr. 38                          | 1902      | Von Wilhelm Peter & Otto Scherer. Geschützt nach § 2 DSchG |    |
|                | Mietwohnhaus                           | Mathystr. 40                          | 1897      | Von Camill Frei. Geschützt nach § 2 DSchG |    |
|                | Mietswohnhaus                          | Mathystr. 42                          | 1889      | Mietswohnhaus, viergeschossiger und unverputzter Massivbau aus Sandstein, Zierformen der Neorenaissance mit Stockwerk- und Kranzgesimsen, zugehöriger Hinterhausflügel, gut erhaltene Ausstattung, 1889 von den Architekten Hermann und Vivel. Geschützt nach § 2 DSchG |    |

## Nokkstraße
| Bild | Bezeichnung                     | Lage                                                         | Datierung | Beschreibung | ID |
| ---- | ------------------------------- | ------------------------------------------------------------ | --------- | --- | -- |
|      | Mietwohnhaus                    | Nokkstr. 2                                                   | 1913      | Mietwohnhaus, dreigeschossiger massiver Putzbau in neoklassizistischem Stil in Ecklage, Mansardwalmdach, Untergeschoss mit massiver Rustika, Balkongeländer mit geschweiften Eisenbändern, große Putzpilaster mit dorischen Kapitellen, Haustür mit geschliffenen Glaselementen, gut erhaltenes Treppenhaus mit Wohnungstüren, von G. Amolsch für Friedrich Amolsch. Geschützt nach § 2 DSchG |    |
|      | Mietwohnhausbebauung Nokkstraße | Nokkstr. 9, 11–20, 22, Klauprechtstr. 45, 47, Vorholzstr. 58 | 1908–1911 | Mietwohnhausbebauung Nokkstraße, von Leopold Walther, außerdem Ludwig Trunzer, Holwäger & Hillenbrand, Josef und Otto Held (Sachgesamtheit). Geschützt nach § 2 DSchG |    |

## Otto-Sachs-Straße
| Bild           | Bezeichnung    | Lage                | Datierung | Beschreibung                                                                   | ID |
| -------------- | -------------- | ------------------- | --------- | ------------------------------------------------------------------------------ | -- |
| Weitere Bilder | Friedrichstift | Otto-Sachs-Str. 1-5 | 1883      | Altenheim Friedrichstift, Fassaden und Treppenhäuser: Geschützt nach § 2 DSchG |    |

## Poststraße
| Bild           | Bezeichnung                                 | Lage       | Datierung | Beschreibung                                                    | ID |
| -------------- | ------------------------------------------- | ---------- | --------- | --------------------------------------------------------------- | -- |
| Weitere Bilder | Postamt 2                                   | Poststr. 1 | 1913–15   | Von Wilhelm Vittali. Geschützt nach § 2 DSchG                   |    |
|                | Bahnpost.                                   | Poststr. 3 |           | Bahnpost. Geschützt nach § 2 DSchG                              |    |
|                | Wohn- und Geschäftshaus für J.A. Klingenfuß | Poststr. 8 | 1913      | Heute Hotel, von Josef Kuld, Mannheim. Geschützt nach § 2 DSchG |    |

## Putlitzstraße
| Bild           | Bezeichnung            | Lage           | Datierung | Beschreibung                                   | ID |
| -------------- | ---------------------- | -------------- | --------- | ---------------------------------------------- | -- |
|                | Mietwohnhaus           | Putlitzstr. 10 | 1901–02   | Von Lacroix & Christ. Geschützt nach § 2 DSchG |    |
|                | Lagergebäude Coop      | Putlitzstr. 11 | 1906–07   | Geschützt nach § 2 DSchG                       |    |
|                | Mietwohnhaus           | Putlitzstr. 12 | 1901      | Von Curjel & Moser. Geschützt nach § 2 DSchG   |    |
|                | Mietwohnhaus           | Putlitzstr. 14 | 1900      | Von Trier & Gros. Geschützt nach § 2 DSchG     |    |
|                | Mietwohnhaus           | Putlitzstr. 18 | 1903      | Von Karl Kreutz. Geschützt nach § 2 DSchG      |    |
| Weitere Bilder | Mietwohnhaus           | Putlitzstr. 20 | 1902–03   | Von Wilhelm Crocoll. Geschützt nach § 2 DSchG  |    |
|                | Mietwohnhaus mit Laden | Putlitzstr. 22 | 1904      | Von Ludwig Trunzer. Geschützt nach § 2 DSchG   |    |

## Redtenbacherstraße
| Bild | Bezeichnung                        | Lage               | Datierung | Beschreibung | ID |
| ---- | ---------------------------------- | ------------------ | --------- | --- | -- |
|      | Wohnhaus für Witwe von Adolf Reiss | Redtenbacherstr. 2 | 1895      | Für Witwe von Adolf Reiss von Curjel & Moser. Geschützt nach § 2 DSchG |    |
|      | Straßenfassade eines Wohnhauses    | Redtenbacherstr. 4 | 1985      | Straßenfassade eines Wohnhauses, zweigeschossige Sandsteinfassade mit reicher bauplastischer Gestaltung der Neurenaissance, historische Haustüre, Balkon im Obergeschoss. Geschützt nach § 2 DSchG |    |
|      | Mietwohnhaus                       | Redtenbacherstr. 8 | 1895      | Von Curjel & Moser. Geschützt nach § 2 DSchG |    |

## Renckstraße
| Bild           | Bezeichnung      | Lage        | Datierung | Beschreibung                                                                                       | ID |
| -------------- | ---------------- | ----------- | --------- | -------------------------------------------------------------------------------------------------- | -- |
| Weitere Bilder | Goethe-Gymnasium | Renckstr. 2 | 1908      | Goethe-Gymnasium (ohne Dienstwohnhaus) von Städtisches Hochbauamt gebaut. Geschützt nach § 2 DSchG |    |

## Ritterstraße
| Bild | Bezeichnung     | Lage              | Datierung | Beschreibung | ID |
| ---- | --------------- | ----------------- | --------- | --- | -- |
|      | Wohnblock       | Ritterstr. 21-27  | 1929      | Wohnblock der WohnungsbauGmbH für Industrie & Handel, von Johann Adam (Hans) Zippelius. Geschützt nach § 2 DSchG |    |
|      | Das Braune Haus | Ritterstr. 28, 30 | 1933      | Braunes Haus, Amtsgebäude, viergeschossig mit zwei Torfahrten und zugehörigen Hinterhäusern, Nebengebäuden und Garagen, ursprünglich zwei historistische Mietwohnhäuser, 1866 und 1886 von G. Kuentzle, um 1930 unter einheitlicher Fassadengestaltung zu einem Gebäude zusammengefasst, 1933–45 Sitz der badischen Gauleitung der NSDAP und einer Abteilung der Geheimen Staatspolizei. Geschützt nach § 2 DSchG |    |

## Roonstraße
| Bild           | Bezeichnung                                   | Lage           | Datierung | Beschreibung | ID |
| -------------- | --------------------------------------------- | -------------- | --------- | --- | -- |
| Weitere Bilder | Mietwohnhaus.                                 | Roonstr. 2     |           | Mietwohnhaus. Geschützt nach § 2 DSchG |    |
|                | Mietwohnhaus                                  | Roonstr. 11    | 1898      | Von Camill Frei. Geschützt nach § 2 DSchG |    |
|                | Mietwohnhaus                                  | Roonstr. 13    | 1900      | Von Garnisonsbaurat Hans Schenk. Geschützt nach § 2 DSchG |    |
|                | Doppelmietwohnhaus                            | Roonstr. 14-16 | 1900      | Von Ferdinand Baser. Geschützt nach § 2 DSchG |    |
|                | Mietwohnhaus In Ecklage                       | Roonstr. 17    | 1902      | Mit Laden. Geschützt nach § 2 DSchG |    |
|                | Mietwohnhaus                                  | Roonstr. 18    | 1903      | Geschützt nach § 2 DSchG |    |
|                | Mietwohnhaus in Ecklage                       | Roonstr. 19    | 1903      | Mit Laden, von Johann Brannath. Geschützt nach § 2 DSchG |    |
|                | Mietwohnhaus                                  | Roonstr. 20    | 1905      | Von Rudolf Meess. Geschützt nach § 2 DSchG |    |
|                | Mietwohnhaus mit Querbau                      | Roonstr. 22    | 1904      | Von Leopold Walther. Geschützt nach § 2 DSchG |    |
|                | Mietwohnhaus                                  | Roonstr. 23    | 1905–08   | Mietwohnhaus, dreigeschossiger traufständiger Massivbau in halb geschlossener Bebauung, Formen des Neuklassizismus, vier Balkone zur Straßenseite, Erdgeschoss mit Rustika, Putzpilastergliederung, Dachgauben mit Dreiecksgiebeln um ein zentrales Dachhäuschen mit geschweiftem Giebel, Haustüre sowie weitere Innenausstattung des Jugendstil, 1905–08 nach Plänen des Architekten Camill Frei aus Karlsruhe für L. Reinzer Geschützt nach § 2 DSchG |    |
|                | Mietwohnhaus                                  | Roonstr. 24    | 1905      | Von Holwäger & Hillenbrandt. Geschützt nach § 2 DSchG |    |
|                | Doppelmietwohnhaus des Mieter- und Bauvereins | Roonstr. 25-27 | 1906      | Von Emil Brannath. Geschützt nach § 2 DSchG |    |
|                | Verwaltungsgebäude des Lebensbedürfnisvereins | Roonstr. 28    | Um 1906   | Geschützt nach § 2 DSchG |    |

## Schwarzwaldstraße
| Bild | Bezeichnung                                | Lage                  | Datierung | Beschreibung | ID |
| ---- | ------------------------------------------ | --------------------- | --------- | --- | -- |
|      | Villa Krah                                 | Schwarzwaldstr. 9     | 1923      | Villa Krah, zweigeschossiger Massivbau mit Walmdach im Stile des Neubarock, zugehöriger Garten mit Terrasse, Garage und straßenseitiger Einfriedungsmauer, von Pfeifer & Großmann für E. Krah, schwere Beschädigung durch Luftangriffe und Besatzungsstreitkräfte, 1946 Wiederaufbau: Neuerrichtung des verlorenen Dachstuhls, Umbau zum Mehrparteienhaus unter Umlegung des Treppenhauses, sehr gut erhaltener Fenster- und Türenbestand der Wiederaufbauzeit. Geschützt nach § 2 DSchG |    |
|      | Doppelhaus für Dr. Spanier und Ernst Arndt | Schwarzwaldstr. 12-13 | 1924      | Mit Einfriedung, von Fritz Rössler & Hermann Zelt. Geschützt nach § 2 DSchG |    |
|      | Villa Kippenberg                           | Schwarzwaldstr. 16    | 1924      | Mit Einfriedung, von Betzel & Langstein. Geschützt nach § 2 DSchG |    |

## Sonntagstraße
| Bild | Bezeichnung        | Lage          | Datierung | Beschreibung                                     | ID |
| ---- | ------------------ | ------------- | --------- | ------------------------------------------------ | -- |
|      | Zwerg-Nase-Brunnen | Sonntagplatz  | 1930      | Von Karl Wahl. Geschützt nach § 2 DSchG          |    |
|      | Mietwohnhaus       | Sonntagstr. 1 | 1898      | Von Theodor Kempermann. Geschützt nach § 2 DSchG |    |
|      | Mietwohnhaus       | Sonntagstr. 2 | 1898      | Von Theodor Kempermann. Geschützt nach § 2 DSchG |    |
|      | Mietwohnhaus       | Sonntagstr. 3 | 1900      | Geschützt nach § 2 DSchG                         |    |

## Südendstraße
| Bild           | Bezeichnung                            | Lage               | Datierung | Beschreibung | ID |
| -------------- | -------------------------------------- | ------------------ | --------- | --- | -- |
|                | Mietwohnhausgruppe                     | Südendstr. 1, 3 ,5 | 1897      | Von Friedrich Benzinger. Geschützt nach § 2 DSchG                                                               |    |
| Weitere Bilder | Villa                                  | Südendstr. 4       | 1912      | Mit Garten und Gartenskulptur, von Johann Adam (Hans) Zippelius. Geschützt nach § 2 DSchG                       |    |
|                | Atelier Professor Hermann Alker        | Südendstr. 6       | 1896      | Atelier Hermann Alker; Wohnhaus. 1896-1900; 1921–22 von August Gerhard; Hermann Alker. Geschützt nach § 2 DSchG |    |
| Weitere Bilder | Mietwohnhaus                           | Südendstr. 7       | 1907–09   | Von Billing & Zoller, ohne das Hinterhaus, welches 1885 von Hugo Slevogt gebaut wurde. Geschützt nach § 2 DSchG |    |
|                | Wohnhaus                               | Südendstr. 8       | 1892      | Von Adolf Hirth. Geschützt nach § 2 DSchG                                                                       |    |
|                | Wohnhaus                               | Südendstr. 24      | 1912      | Wohnhaus, über der Tordurchfahrt Inschrift „Josef Held Baugeschäft“, von Josef Held. Geschützt nach § 2 DSchG   |    |
|                | Mietwohnhaus                           | Südendstr. 30      | 1912      | Von Johann Adam (Hans) Zippelius Geschützt nach § 2 DSchG                                                       |    |
|                | Mietwohnhaus                           | Südendstr. 31      | 1914–15   | Von A. Weichel für Friedrich Ratzel. Geschützt nach § 2 DSchG                                                   |    |
|                | Altes Vincentiuskrankenhaus, Südflügel | Südendstr. 32      | Ab 1897   | Geschützt nach § 2 DSchG                                                                                        |    |
| Weitere Bilder | Mietwohnhaus                           | Südendstr. 33      | 1912–14   | Von Heinrich Koch, E. Hesselschwerdt. Geschützt nach § 2 DSchG                                                  |    |
| Weitere Bilder | St. Elisabethkirche                    | Südendstr. 39-41   | 1928      | Von Josef Graf. Geschützt nach § 2 DSchG                                                                        |    |

## Vincentiusstraße
| Bild | Bezeichnung  | Lage              | Datierung | Beschreibung                                        | ID |
| ---- | ------------ | ----------------- | --------- | --------------------------------------------------- | -- |
|      | Mietwohnhaus | Vincentiusstr. 10 | 1913      | Von Koch & Hesselschwerdt. Geschützt nach § 2 DSchG |    |

## Vorholzstraße
| Bild           | Bezeichnung                         | Lage              | Datierung | Beschreibung                                                            | ID |
| -------------- | ----------------------------------- | ----------------- | --------- | ----------------------------------------------------------------------- | -- |
|                | Mietwohnhaus mit Hinterhaus         | Vorholzstr. 12    | 1900-1901 | Von Karl Augenstein. Geschützt nach § 2 DSchG                           |    |
|                | Mietwohnhaus in Ecklage             | Vorholzstr. 13    | 1895-1900 | Zur Karlstraße mit Gaststätte,von Camill Frei. Geschützt nach § 2 DSchG |    |
|                | Mietwohnhaus                        | Vorholzstr. 15    | 1898–99   | Von Camill Frei. Geschützt nach § 2 DSchG                               |    |
|                | Mietwohnhaus mit Einfahrtstor       | Vorholzstr. 17    | 1901      | Von Camill Frei. Geschützt nach § 2 DSchG                               |    |
|                | Mietwohnhaus                        | Vorholzstr. 22    | 1899-1900 | Von Theodor Bless. Geschützt nach § 2 DSchG                             |    |
|                | Doppelmietwohnhaus                  | Vorholzstr. 26-28 | 1909–10   | Von H. Koch & E. Hesselschwerdt. Geschützt nach § 2 DSchG               |    |
|                | Mietwohnhaus mit Laden              | Vorholzstr. 39    | 1910–11   | Von Heinrich Koch, Holwäger & Hillenbrand. Geschützt nach § 2 DSchG     |    |
|                | Mietwohnhaus                        | Vorholzstr. 41    | 1910-1912 | Von August Schneider. Geschützt nach § 2 DSchG                          |    |
|                | Einfamilienhaus mit Büro und Garage | Vorholzstr. 45a   | 1929      | Von Martin Rieger. Geschützt nach § 2 DSchG                             |    |
| Weitere Bilder | Evangelische Matthäuskirche         | Vorholzstr. 47    | 1926-1927 | Von Hermann Alker, Fresken von Babberger. Geschützt nach § 2 DSchG      |    |
|                | Mietwohnhaus mit Werkstatt          | Vorholzstr. 48    | 1904–06   | Von L. Ritzhaupt. Geschützt nach § 2 DSchG                              |    |
|                | Mietwohnhaus                        | Vorholzstr. 50    | 1904      | Von Rudolph Herrmann. Geschützt nach § 2 DSchG                          |    |
|                | Mietwohnhaus in Ecklage             | Vorholzstr. 52    | 1909–11   | Von H. Bastel. Geschützt nach § 2 DSchG                                 |    |